# Lennard
De Lennard is een rivier in de regio Kimberley in West-Australië.

## Geschiedenis
Ten tijde van de Europese kolonisatie leefden de Ongkomi en Punaba Aborigines in het stroomgebied van de Lennard.
De rivier werd op 8 juni 1879 door Alexander Forrest, vermoedelijk naar Amy Eliza Barrett-Lennard (1852-1897) met wie hij op 15 januari 1880 zou huwen, vernoemd.
Jandamarra, leider van een groep Aboriginesopstandelingen, maakte van de Lennard en haar zijrivieren gebruik om zijn sporen te wissen voor de spoorzoekers die hem op de hielen zaten.

## Geografie
De Lennard ontstaat aan de voet van het Wunaamin-Miliwundi-gebergte en stroomt naar het westen, door de kloven Lennard River Gorge en Windjana Gorge, alvorens met de rivier de Meda samen te vloeien. De rivier heeft een lengte van 180 kilometer en een stroomgebied met een oppervlakte van 14.757 km².
Volgens sommige bronnen vloeit de Lennard niet met de Meda samen maar splitst de rivier, 50 kilometer voor ze in de Indische Oceaan nabij Stokes Bay uitmondt, in de rivieren de Meda en de May. De Lennard wordt op die manier als een 240 kilometer lange rivier beschouwd. De Lennard stroomt dan, vanwege het veranderlijke debiet die grote overstromingen tot gevolg kunnen hebben, de laatste 50 kilometer over een breedte van 5 tot 20 kilometer door een grote alluviale riviervlakte.
De rivier wordt door onder meer onderstaande waterlopen gevoed:
- Broome Creek (117 m)
- Surprise Creek (115 m)
- Richenda River (103 m)
- Mount North Creek (77 m)
- Barker River (58 m).

De Gibb River Road loopt een 160-tal kilometer door het stroomgebied van de Lennard en kruist de rivier in Fairfield Valley.
- Library of Congress Control Number: sh93001850
- Nationale Bibliotheek van Israël: 987007551559105171
- Virtual International Authority File: 315527718